# رافال ليزينسكي
رافال ليزينسكي (بالبولندية: Rafał Leszczyński) هو لاعب كرة قدم بولندي في مركز حراسة المرمى، ولد في 26 أبريل 1992 في وارسو في بولندا. شارك مع منتخب بولندا لكرة القدم. أما مع النوادي، فقد لعب مع بياست غليفيتسه.

## وصلات خارجية
- رافال ليزينسكي على موقع قاعدة بيانات كرة القدم.إي يو (الإنجليزية)
- رافال ليزينسكي على موقع ناشيونال فوتبول تيمز (الإنجليزية)
- رافال ليزينسكي على موقع Soccerway.com (الإنجليزية)